# Antoni Santos i Antolí
Antoni Santos i Antolí (València 1914 - Barcelona 1987). Autor teatral i propietari d'un arxiu teatral que actuà durant molts anys de centre de lloguer d'obres per a les companyies d'aficionats d'arreu de Catalunya. Actualment, l'arxiu es troba dispositat i catalogat a la Biblioteca de Catalunya. Des de 1991 la Federació de Grups Amateurs de Teatre de Catalunya convoca el Premi de teatre "Memorial Antoni Santos Antolí".

## Biografia
Antonio Santos Antolí va néixer al Grau de València el 1914 i va morir a Barcelona el 1987. Fill de militar, als onze anys es traslladà amb la seva família a Barcelona, de la qual, però, s'allunyà de ben petit. Després d'estudiar intern als escolapis de Saragossa, completà la seva formació amb els estudis de magisteri de primer ensenyament a l'Escola Normal de Tarragona i exercí a diverses poblacions de les províncies de Tarragona, Lleida i Barcelona. El 1937, quan fou mobilitzat, era mestre a l'Escola Nacional del Pla de Manlleu (a Aiguamúrcia, Alt Camp). Amb els graus de caporal i sergent de transmissions de la 134 Brigada Mixta, participà en els combats dels fronts d'Osca i del Segre i a la batalla de l'Ebre. Amb l'ocupació franquista de Catalunya romangué un temps a França però aconseguí retornar aviat a Catalunya. El 1944 va contraure matrimoni amb Anna Juan i Suriol, amb la qual tingué dues filles, Anna i Emília. Superades les conseqüències de la Guerra Civil espanyola, el 1951 obtingué plaça de mestre d'expressió plàstica i tecnologia al Grup Escolar Pere Vila de Barcelona. La seva passió pel teatre el portà a escriure obra dramàtica (feu també incursions en els gèneres de la novel·la, la poesia, l'assaig i l'article), a esdevenir col·leccionista i a actuar com a promotor, empresari, representant i agent artístic. Com a autor teatral, creà una vuitantena d'obres (a parts iguals, en català i castellà), entre d'altres, Bellamor (1948), L'Antònia (1951), Les ales de la nit (1956), Aquesta llar (1957), L'estudiant ros (1958) i El gran giravolt, estrenada al Teatre Romea de Barcelona el mateix any. Com a col·leccionista de peces teatrals aplegà més de setze mil títols (principalment dels segles XIX i XX) entre inèdits i publicats, així com uns quatre mil jocs de llibres i papers per a fer representacions. A la mort del seu productor, bona part d'aquesta col·lecció fou venuda a la Generalitat de Catalunya i entre 1997 i 1998 dipositada a la Biblioteca de Catalunya. En reconeixement de la seva ingent tasca de creació i de difusió del teatre amateur al nostre país, des del 1991, la Federació de Grups Amateurs de Teatre de Catalunya instituí el premi de teatre Memorial Antoni Santos Antolí.

## Obra dramàtica
- 1950. Bellamor.
- 1951. L'Antònia.
- 1956. Les ales de la nit
- 1957. Aquesta llar.
- 1958. L'estudiant ros.
- 1958, 6 març El gran giravolt. Estrenada al teatre Romea de Barcelona, amb director d'Esteve Polls.
- 1980. De professió: romancer.
- 1985. La tía Flora.
- ciment orlat.
- El cas de la dona del tren.
- Miracle a "El Castanyar".
- Una nit al "Mas perdut".

## Fons personal
El seu fons personal es conserva a l'Arxiu Nacional de Catalunya. L'obra original que constitueix el fons, sota el títol "Diario de mi vida", ve conformada per unes memòries o relat autobiogràfic, escrit en castellà i en to literari, que recull les vivències de guerra de l'autor entre la seva mobilització el 24 de març de 1937 i el retorn de la batalla de l'Ebre el 2 de setembre de 1938. Presentat principalment en forma de dietari fou amb seguretat redactat en diversos moments, en part de forma coetània, en part molt poc després dels esdeveniments, en part potser alguns mesos després de l'acabament de la Guerra Civil espanyola (si més no, la part mecanoscrita), però sempre a partir d'abundants notes preses en el mateix moment dels fets relatats. Una part d'aquests quaderns i notes prèvies foren destruïts en retornar Santos Antolí a Barcelona després de l'acabament de la Guerra Civil, a fi d'evitar les opinions comprometedores que contenien, i refets posteriorment, tal com s'explica en les notes preliminars al quadern número quatre. El conjunt el diari reflecteix la posició vivencial de l'autor amb relació a la guerra amb una riquíssima exposició d'idees i sentiments que el constitueixen en un testimoni de primer nivell del conflicte. Home d'ordre, antirevolucionari i d'identitat espanyola, l'obra crítica l'organització i la direcció de l'Exèrcit Popular (que assumeix, però, cada vegada més com a seu confrontat amb les milícies antifeixistes mobilitzades a l'inici de la guerra), així com a l'ambient relaxat en que molts viuen a la rereguarda. Els moments de major intensitat dramàtica corresponen, però, al relat de les dures experiències de trinxera (als fronts d'Osca i del Segre), de marxa (pas de la frontera francesa per Benasc) i de combat (batalles de l'ermita de Salas, de Belchite i de l'Ebre), compensades per una cada vegada més intensa dedicació a les Milícies de la Cultura i la docència a les llars del soldat. El text intercala algunes fotografies, croquis de posicions militars i composicions poètiques relatives als fets viscuts.
El conjunt de còpies de representació d'obres de teatre de l'Arxiu Teatral Santos es poden consultar a la Biblioteca de Catalunya.